# Гранаткин, Геннадий Иванович
Генна́дий Ива́нович Грана́ткин (18 апреля (1 мая) 1913 года, д. Урей № 1, Республика Мордовия — 19 января 1990 года, Киев) — советский архитектор, член Союза архитекторов СССР с 1938 года.

## Биография
Родился в крестьянской семье в д. Урей № 1 Краснослободского уезда Пензенской губернии, Российская империя (ныне — Ельниковский район, Республика Мордовия, Россия). Отец Иван Лазаревич 1861 года рождения и брат Пётр Иванович были осуждены 19 декабря 1929 года Особым совещанием при Коллегии ОГПУ по статье 58.10 УК РСФСР на 3 года ссылки. Реабилитированы 8 февраля 1996 года. Мать Пелагея и братья Николай, Андрей, Василий, Геннадий, Степан, Алексей переезжают в г. Ташкент.
В 1932—1938 годах учился на архитектурном факультете Среднеазиатского индустриального института в г. Ташкенте. В 1938—1943 годах работал в проектных организациях Ташкента.
В 1943—1945 годах в действующей армии, участник Великой Отечественной войны, награждён орденом Отечественной войны 2 степени (1945).
С 1945 года работал архитектором в проектном институте Киевгипротранс (до 1951 года — Киевтрансузелпроект), с 1960 года —
главный архитектор проекта в Институте экспериментального проектирования Академии строительства и архитектуры УССР; с 1963 года — главный архитектор проекта, руководитель отдела в Киевском зональном научно-исследовательском институте экспериментального проектирования жилых и общественных зданий (КиевЗНИИЭП).

## Творчество
- Жилой дом на 50 квартир и летний кинотеатр в Ташкенте (1939—1940),
- Поликлиника в Виннице (1946)
- Вокзалы на станциях Чернигов (1948), им. Тараса Шевченко (г. Смела) (1952), Унгены (1953), Знаменка (1954), Слободка (г. Одесса) (1954), Чоп (1956), Брест-Центральный (1955), Магнитогорск (1959), административное здание управления Одесской железной дороги (1955) (все в соавторстве)
- Станции метро «Крещатик», «Арсенальная», «Днепр» в Киеве (все в соавторстве, 1960)
- Жилые дома серии 1-438А[2].
- Общежития на 400 и 500 мест в Киеве (Сормовская улица, улица Просвещения, 1957—1958).
- 17-этажное здание главного информационно-вычислительного центра Министерства автомобильного транспорта УССР (1975, ныне — здание Государственного предприятия «Государственный автотранспортный научно-исследовательский и проектный институт», проспект Победы, 57),
- реконструкция Республиканского стадиона в Киеве 1965—1967 годах и до Олимпийских игр 1980 года,
- 20-этажное здание Министерства легкой промышленности УССР (1980-е, сейчас — здание Министерства социальной политики Украины, ул. Эспланадная, 8/10),
- 24-этажное здание информационно-вычислительного центра Украинского управления гражданской авиации (1980-е, сейчас — здание Министерства инфраструктуры Украины, проспект Победы, 24).

## Изображения

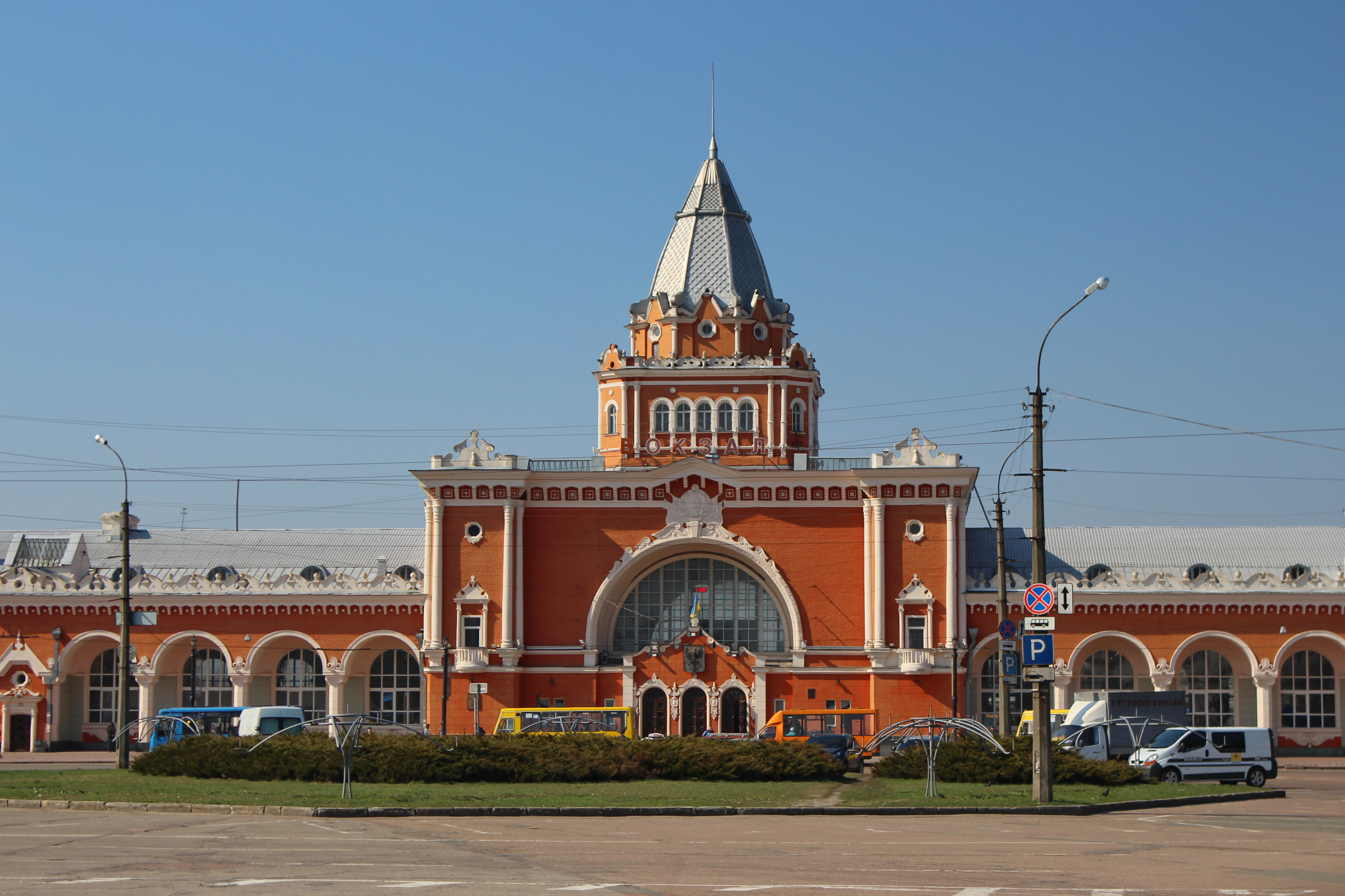
Вокзал станции Чернигов
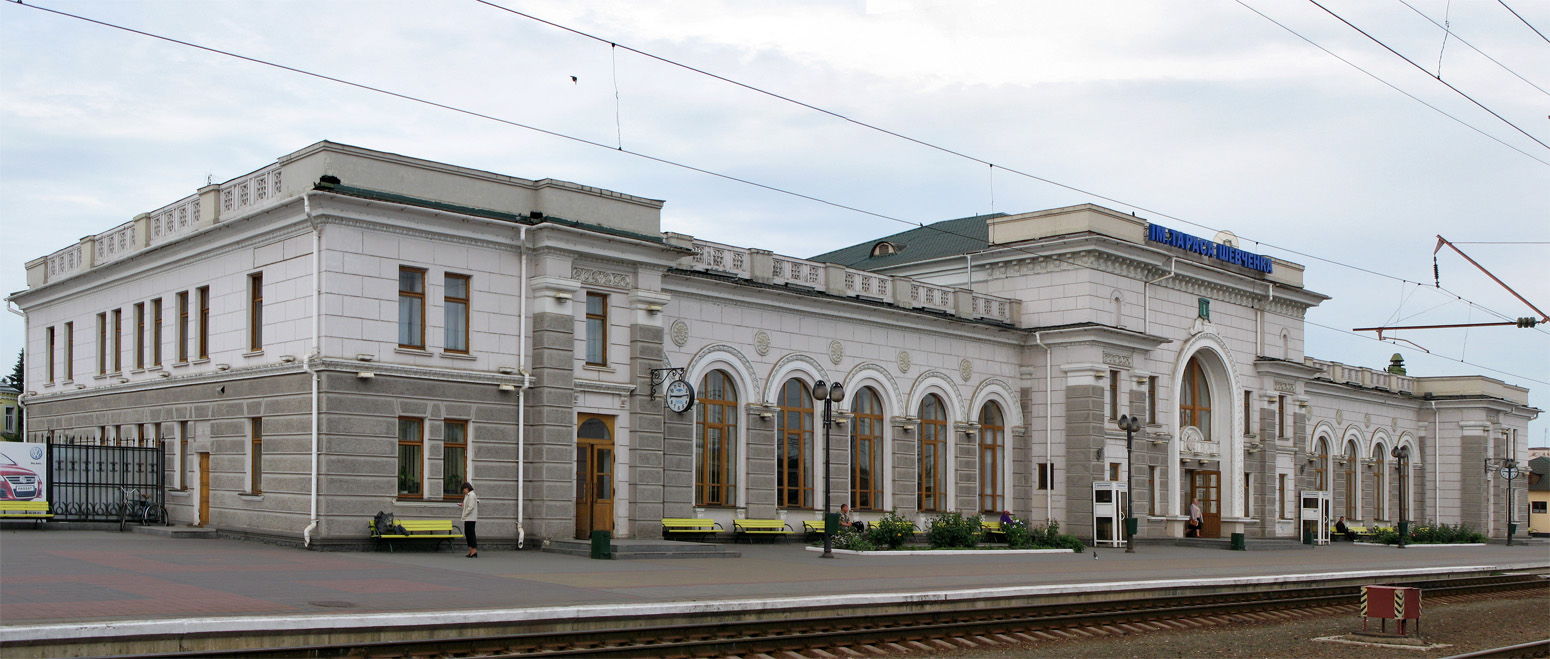
Вокзал станции им. Тараса Шевченко
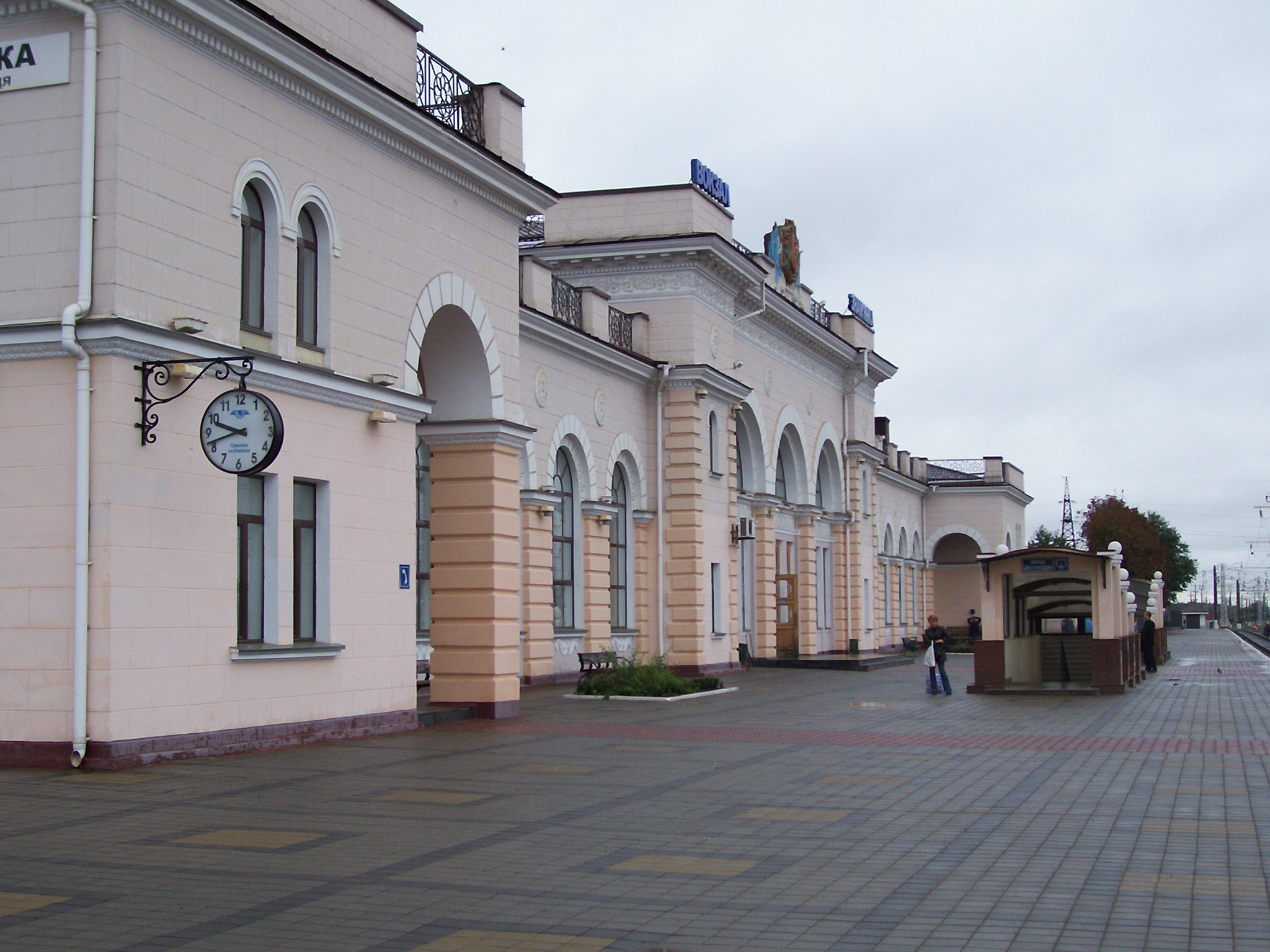
Вокзал станции Знамянка
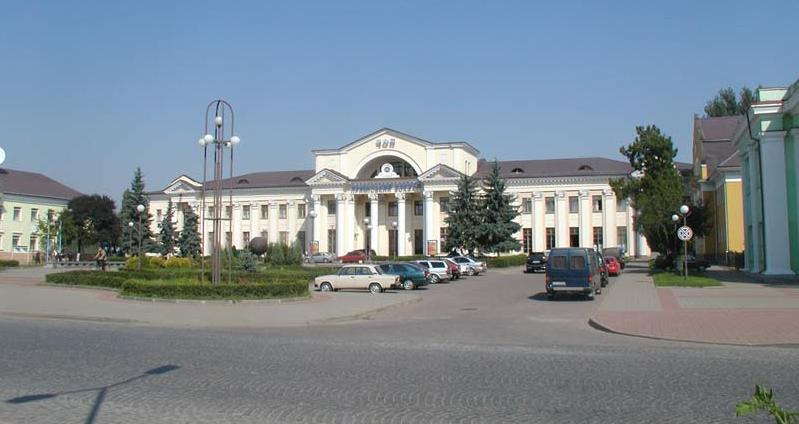
Вокзал станции Чоп
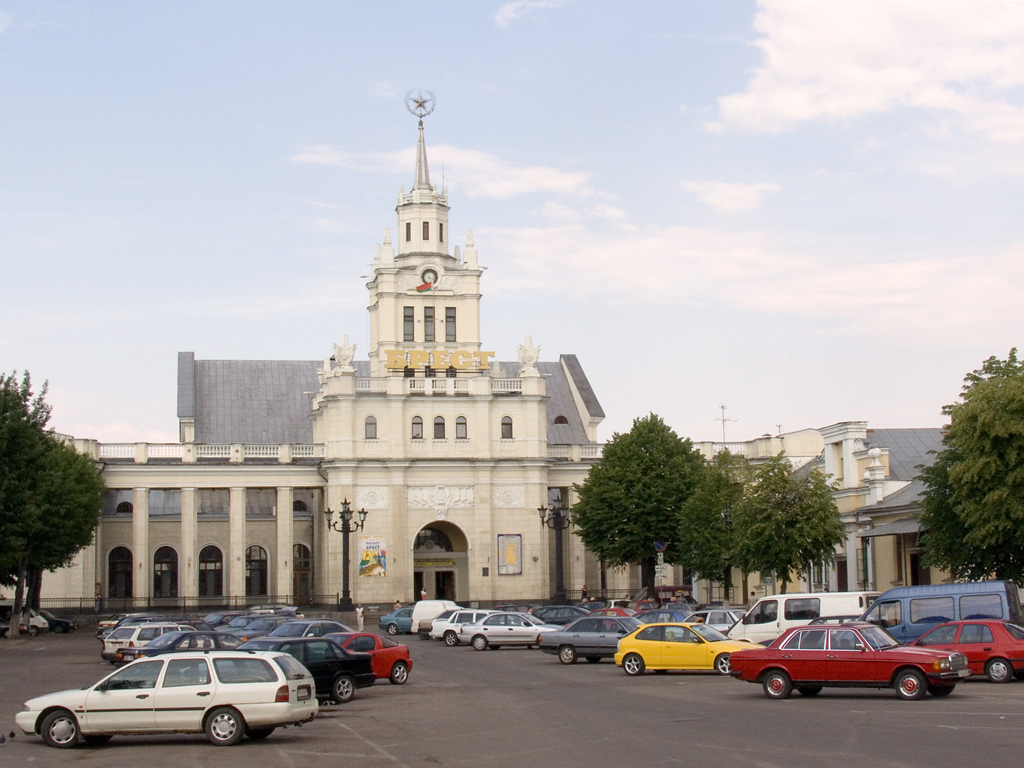
Вокзал станции Брест-Центральний
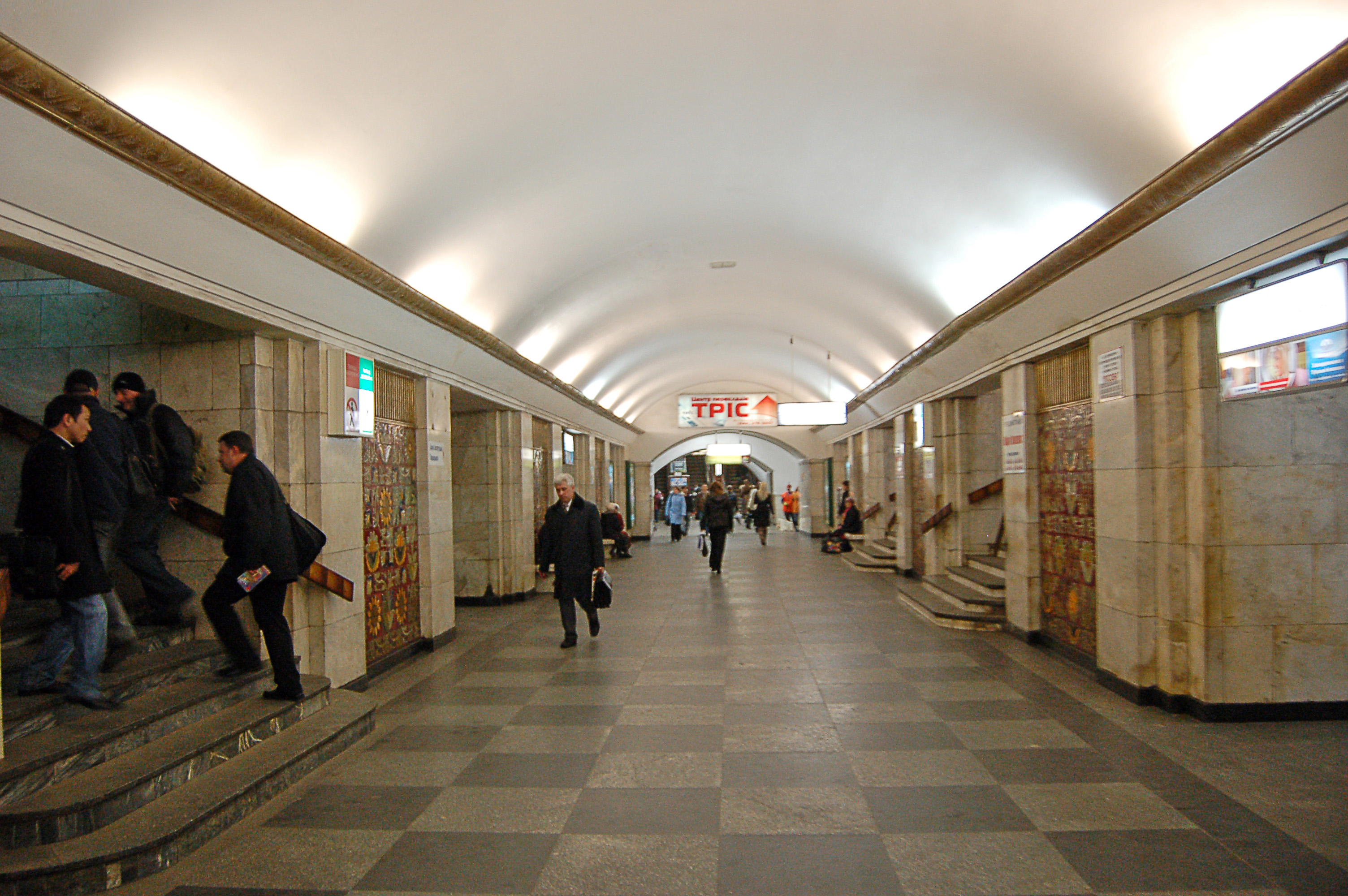
Станция метро «Крещатик»
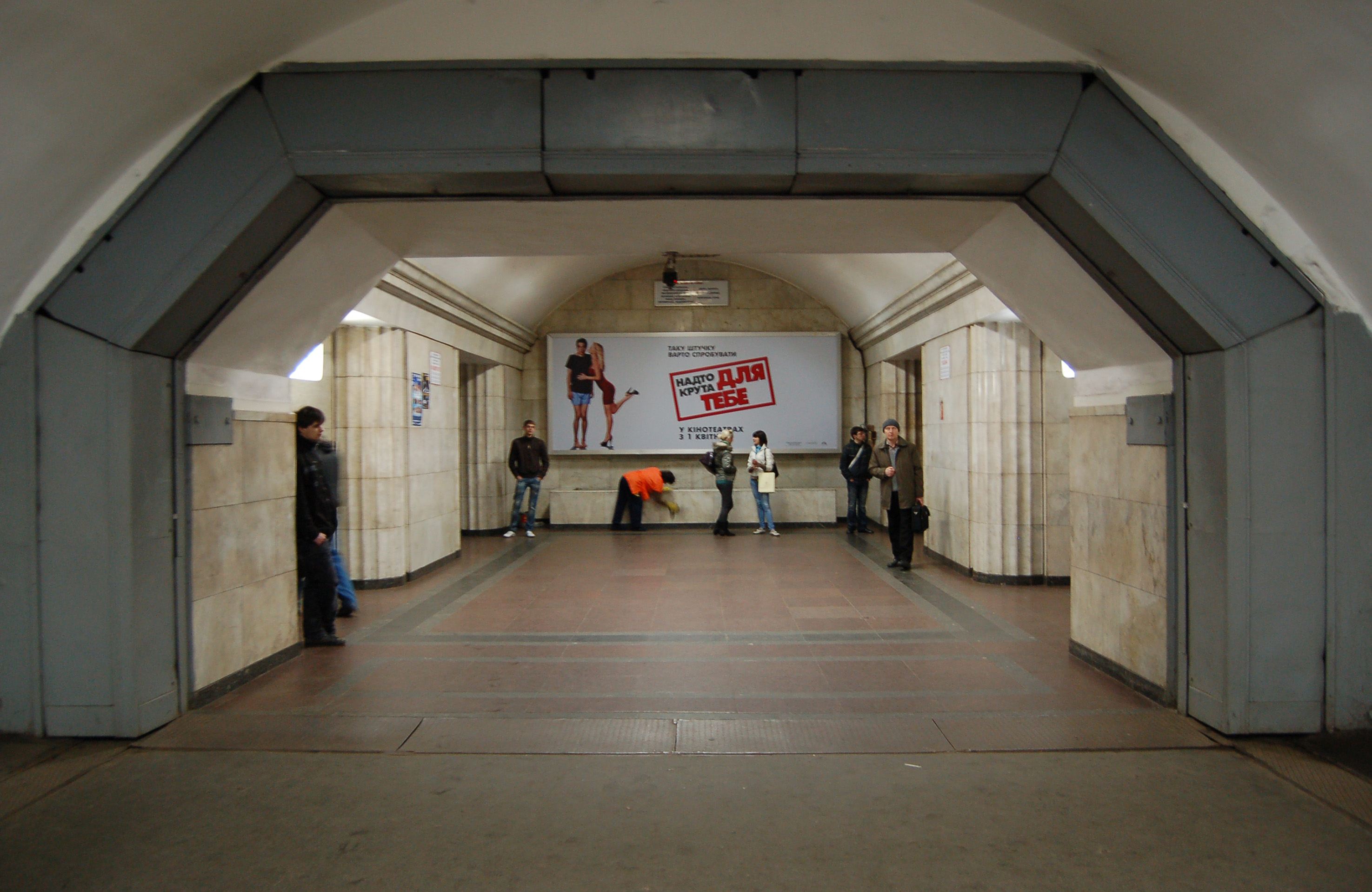
Станция метро «Арсенальная»
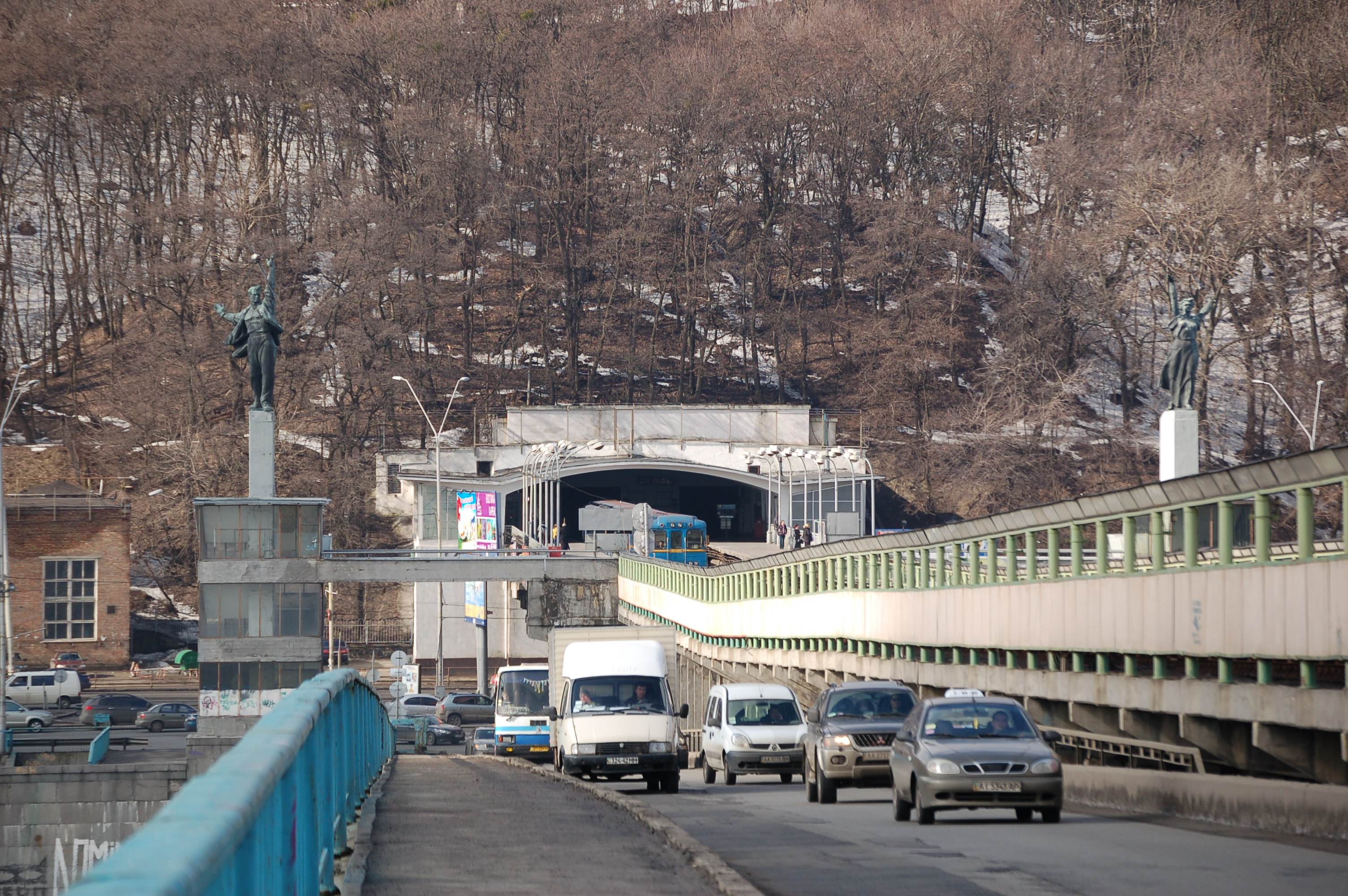
Станция метро «Днепр»